# Шварц, Вернер
Вернер Шварц (нем. Werner Schwarz; 21 января 1900, Гамбург — 2 сентября 1982, поместье Фрауэнхольц под Бад-Ольдесло) — немецкий политик, член ХДС. Федеральный министр продовольствия, сельского и лесного хозяйства ФРГ в 1959—1965 годах.

## Биография
Окончив гимназию в Гамбурге, Вернер Шварц поступил учиться в торговую школу в 1917 году. В 1918 году участвовал солдатом в Первой мировой войне. В 1918—1925 годах получил сельскохозяйственное образование. С 1926 года работал самостоятельно в поместье Фрауэнхольц. В 1952 году Шварц вступил в Христианско-демократический союз Германии. В 1948—1959 годах Вернер Шварц занимал должность второго председателя крестьянского союза в Шлезвиг-Гольштейне и одновременно являлся членом президиума Германского крестьянского союза.
В 1953—1965 годах Шварц являлся депутатом бундестага. После избрания Генриха Любке федеральным президентом ФРГ Вернер Шварц 14 октября 1959 года стал его преемником на посту федерального министра продовольствия, сельского и лесного хозяйства в правительстве Конрада Аденауэра. Шварц сохранил за собой министерский портфель и при федеральном канцлере Людвиге Эрхарде. Вышел из состава правительства 26 октября 1965 года после выборов в бундестаг 1965 года.
Вернер Шварц — отец министра в правительстве Шлезвиг-Гольштейна Хеннинга Шварца, в 1987—1988 годах исполнявшегося обязанности премьер-министра Шлезвиг-Гольштейна.